# Шатівка
Ша́тівка —  село в Україні, у Лозівській міській громаді Лозівського району Харківської області. Населення становить близько 200 осіб. До 2020 орган місцевого самоврядування — Шатівська сільська рада.

## Географія
Село Шатівка знаходиться на правому березі річки Бритай, вище за течією на відстані 3 км розташоване село Смирнівка, нижче за течією примикає село Олександрівка.

## Історія
- 1859 — дата заснування.
- 12 червня 2020 року, відповідно до Розпорядження Кабінету Міністрів України  № 725-р «Про визначення адміністративних центрів та затвердження територій територіальних громад Харківської області», увійшло до складу Лозівської міської громади.[1]
- 17 липня 2020 року, в результаті адміністративно-територіальної реформи та ліквідації колишнього Лозівського району (1923—2020), увійшло до складу новоутвореного Лозівського району Харківської області.[2]

## Економіка
- «Шатівське», сільськогосподарське ПП.